# سر لانسلوت (کلیپر)
سر لانسلوت (کلیپر) (به انگلیسی: Sir Lancelot (clipper)) یک کشتی است که طول آن 197 ft. 6 in. (60.2 m) می‌باشد. این کشتی در سال ۱۸۹۵ ساخته شد.